# Аига-и-ле-Таи
Аига-и-ле-Таи (самоан. Aiga-i-le-Tai) — административный округ Самоа. Расположен на западной части острова Уполу, также включает три маленьких острова в проливе Аполима — Маноно, Аполима и необитаемый Нуулопа. Территория округа охватывает крошечный эксклав округа Аана — деревню Сатуималуфилуфи. Административный центр — Мулифануа.
Площадь округа составляет всего 27 км², это самый маленький округ Самоа. Население округа — 5050 человек (2011). Только округ Ваа-о-Фоноти имеет меньшее население.
Верховный вождь округа носит титул Леиатауа. На территории округа также проживает часть клана Малиетоа (населяющего в основном округ Туамасага), поэтому мнение старейшин Маноно обязательно учитывается при избрании верховного вождя Малиетоа (верховный титул Туамасаги).
Исторически морской флот Маноно и Аполимы играл большую роль в борьбе местных кланов за первенство.
Из Мулифануа — второго по значению порта на острове Уполу — ходит паром, связывающий острова Уполу и Савайи.